# 约翰尼斯·梅因杰斯
約翰尼斯·佩特魯斯·梅因傑斯（1923年5月19日—1980年7月7日）是南非著名作家、艺术家。

## 生平
梅因杰斯在位于莫尔泰诺的家庭农场里长大。他曾在开普敦工作和生活过多年，期间他教授艺术课，还四处参加展会并因此获得多项国家和国际大奖。1965年，他在莫尔蒂诺退休，并专心写作，之后他获得多项文学奖。